# ألان كرايغ
ألان كرايغ (بالإنجليزية: Allan Craig)‏ (7 فبراير 1904 - ) هو لاعب كرة قدم بريطاني (وحمل سابقاً جنسية المملكة المتحدة لبريطانيا العظمى وأيرلندا) في مركز قلب الدفاع.

## وصلات خارجية
- ألان كرايغ على موقع قاعدة بيانات كرة القدم.إي يو (الإنجليزية)